# Xeresa
Xeresa (spanisch Jeresa) ist eine spanische Gemeinde (Municipio) mit 2.341 Einwohnern (Stand: 2024) in der Valencianischen Gemeinschaft, in der Comarca La Safor.

## Lage
Xeresa liegt nahe der Costa del Azahar (Mittelmeerküste) in einer Höhe von ca. 30 m. Die Provinzhauptstadt Valencia liegt etwa 60 Kilometer in nordnordwestlicher Richtung. Durch die Gemeinde führen die Autopista AP-7 und die Autovía A-38.

## Geschichte
| Jahr      | 1900  | 1930  | 1950  | 1960  | 1970  | 1981  | 1991  | 2001  | 2011  | 2021  |
| --------- | ----- | ----- | ----- | ----- | ----- | ----- | ----- | ----- | ----- | ----- |
| Einwohner | 1.116 | 2.002 | 2.028 | 2.060 | 2.089 | 1.996 | 2.003 | 1.869 | 2.320 | 2.256 |

## Kultur und Sehenswürdigkeiten
- Sumpfgebiet Marjal de los Borrones
- Antoniuskirche (Iglesia de San Antonio de Padua)
- Trinitätskapelle
- Maurischer Friedhof

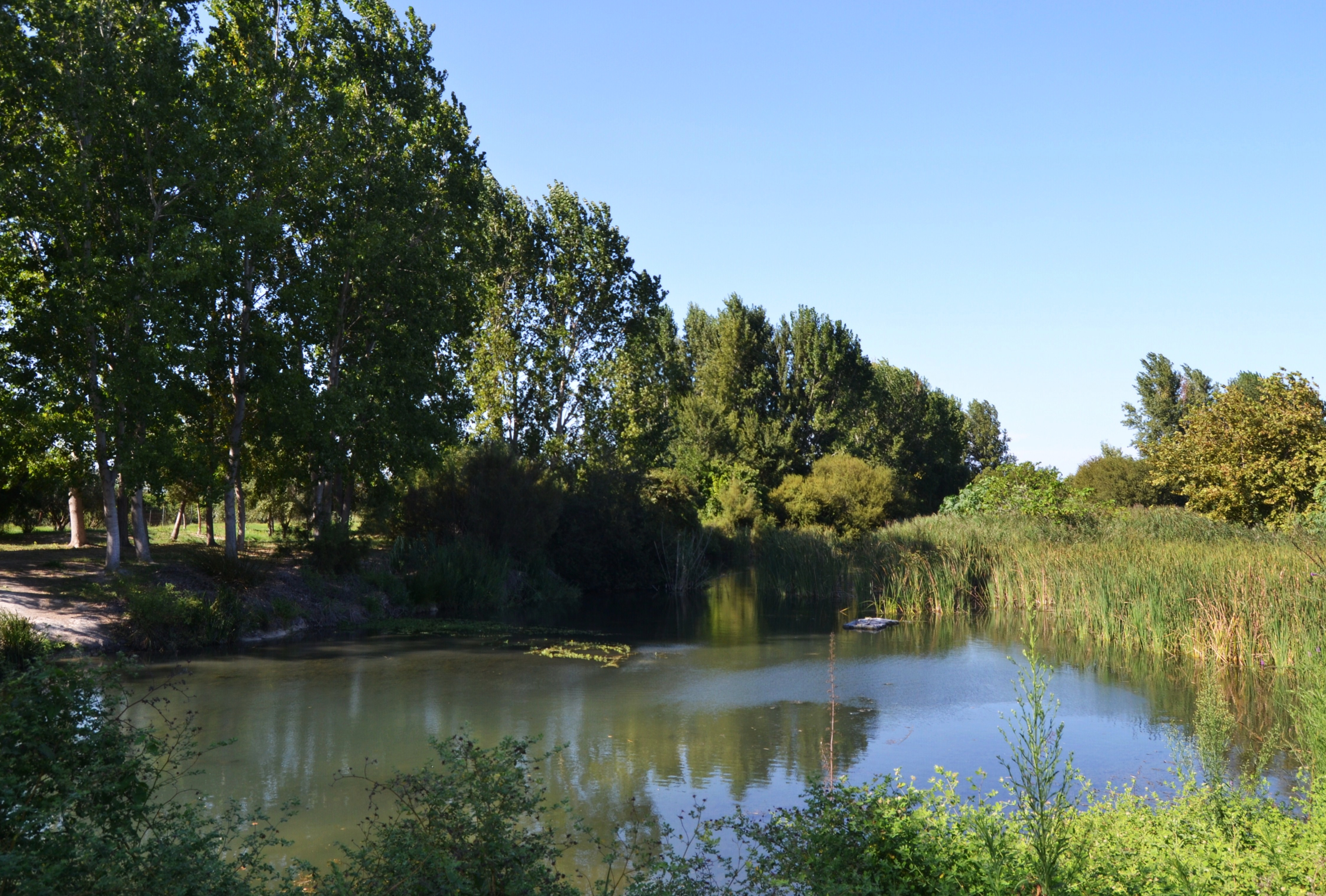
Marjal de los Borrones